# Arsenige Säure
Arsenige Säure ist eine Arsenverbindung mit Summenformel H3AsO3. Ihre Salze werden als Arsenite bezeichnet. Man erhält sie, wenn man Arsen(III)-oxid in Wasser löst:
{\displaystyle {\ce {As2O3 + 3H2O -> 2H3AsO3}}}
Es handelt sich um eine schwache dreiprotonige Säure (pKs1 9,23, pKs2 13,52), die Lackmuspapier gerade noch schwach rot färbt und mit Alkoholen zu den entsprechenden Estern umgesetzt werden kann. Die Salze der Arsenigen Säure heißen Arsenite. Im basischen Milieu steigt die Löslichkeit der Arsenigen Säure, da es zur Bildung geladener Arsenitionen kommt:
{\displaystyle {\ce {H3AsO3 + 3OH^- -> AsO3^3- + 3H2O}}}
Entsprechend sinkt die Löslichkeit in saurem Milieu, wobei sie in stark salzsaurem Milieu wieder steigt, da es hier zur Bildung von besser löslichen Arsen(III)-chlorid AsCl3 kommt.
Mit Kalilauge bildet die Arsenige Säure Kaliumarsenit, mit Natronlauge Natriumarsenit. Kupfer(II)-arsenit wurde früher als grünes Pigment verwendet.